# Guillaume Gaboriaud
Guillaume Gaboriaud (Bourg-la-Reine, 22 december 1992) is een Frans wielrenner.

## Carrière
In 2016 won Gaboriaud de eerste etappe in de Kreiz Breizh Elites door in een sprint met acht anderen Jeroen Meijers en Clément Mary naar de dichtste ereplaatsen te verwijzen. De leiderstrui die hij hieraan overhield verloor hij een dag later aan Meijers. Een maand later won Gaboriaud de vierde etappe in de Ronde van Mauritius, die niet op de UCI-kalender stond.

## Overwinningen
2013
Ronde Nancéienne
Nocturne d'Aubervilliers
2014
Yutz Haute
2016
Nogent-sur-Oise
1e etappe Kreiz Breizh Elites
2e etappe Tour of Mauritius
4e etappe Tour of Mauritius